# الیویه لانگله
الیویه لانگله (فرانسوی: Olivier Lenglet‎؛ زادهٔ ۲۰ فوریهٔ ۱۹۶۰) شمشیرباز اهل فرانسه بود.
وی در مسابقات کشوری و بین‌المللی در مجموع برندهٔ ۱ مدال طلا، ۱ مدال نقره شده‌است.